# Biogeographica: Compte-rendu des seances de la societe de biogeographie
Biogeographica: Compte-rendu des seances de la societe de biogeographie (abreviado Biogeographica) es una revista científica con ilustraciones y descripciones botánicas que es publicada en París desde el año 1993. Fue precedida por Compte rendu des séances de la société de biogéographie.